# Chiesa di Sant'Ambrogio (Bardi)
La chiesa di Sant'Ambrogio è un luogo di culto cattolico dalle forme neoclassiche situato su un'altura a Sidolo, frazione di Bardi, in provincia di Parma e diocesi di Piacenza-Bobbio; è sussidiaria della parrocchiale di San Lorenzo Martire di Credarola e fa parte del vicariato della Val Taro e Val Ceno.

## Storia
Il luogo di culto originario fu costruito entro il IX secolo; la prima testimonianza della sua esistenza risale infatti all'890, quando la cappella fu menzionata in un diploma del re d'Italia Berengario del Friuli che rimandava a un decreto dell'imperatore del Sacro Romano Impero Carlo il Grosso.
Nel 1185 l'edificio fu ricostruito per la prima volta; tre anni dopo il tempio fu citato insieme alla vicina chiesa di Credarola tra le dipendenze del monastero di San Sisto di Piacenza.
La chiesa fu profondamente ristrutturata in stile neoclassico nel corso del XIX secolo, soprattutto a partire dal 1854; al termine dei lavori, il 30 giugno del 1900 il luogo di culto fu solennemente riconsacrato dal vescovo di Piacenza Giovanni Battista Scalabrini.

## Descrizione

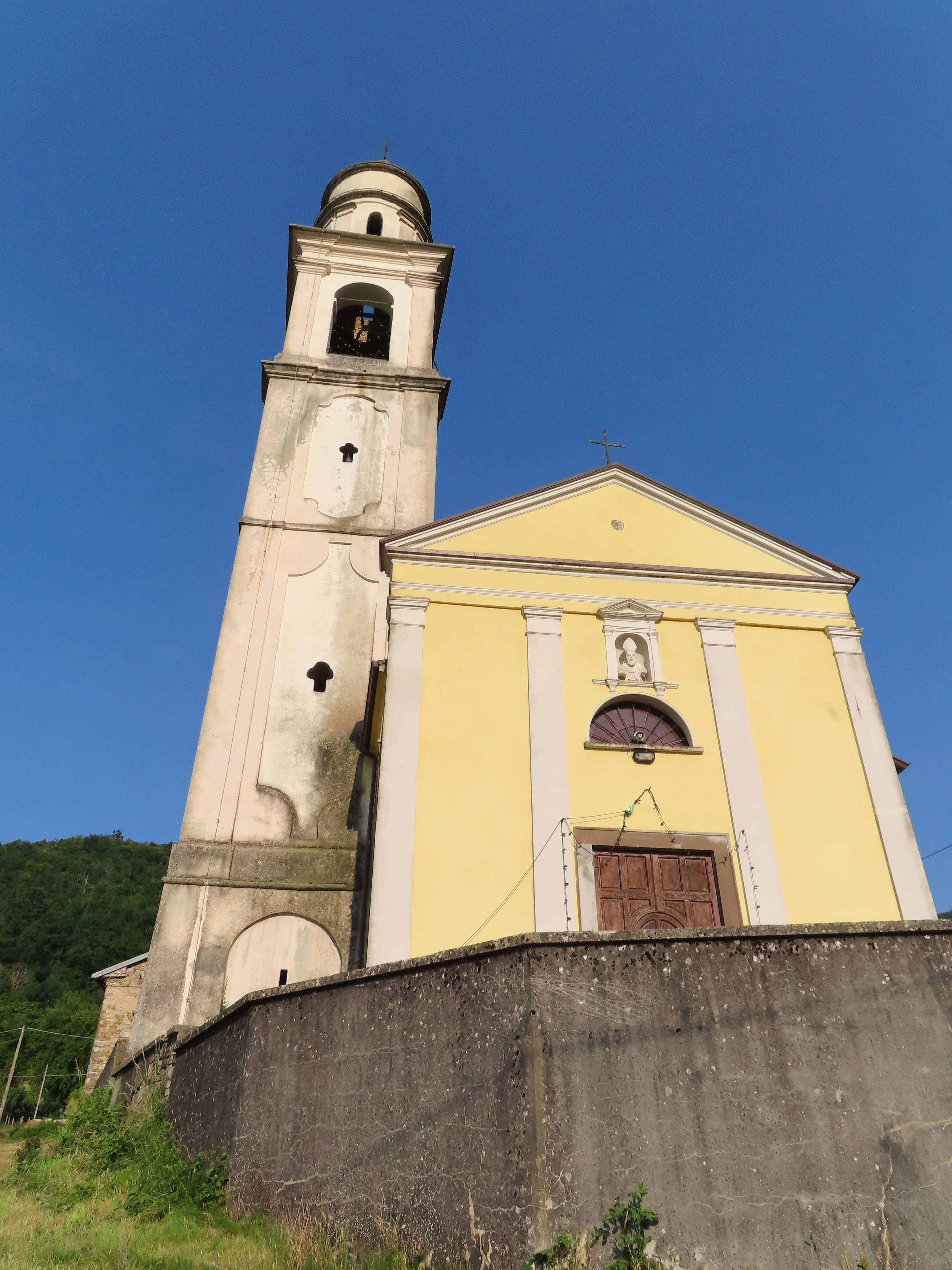
Facciata

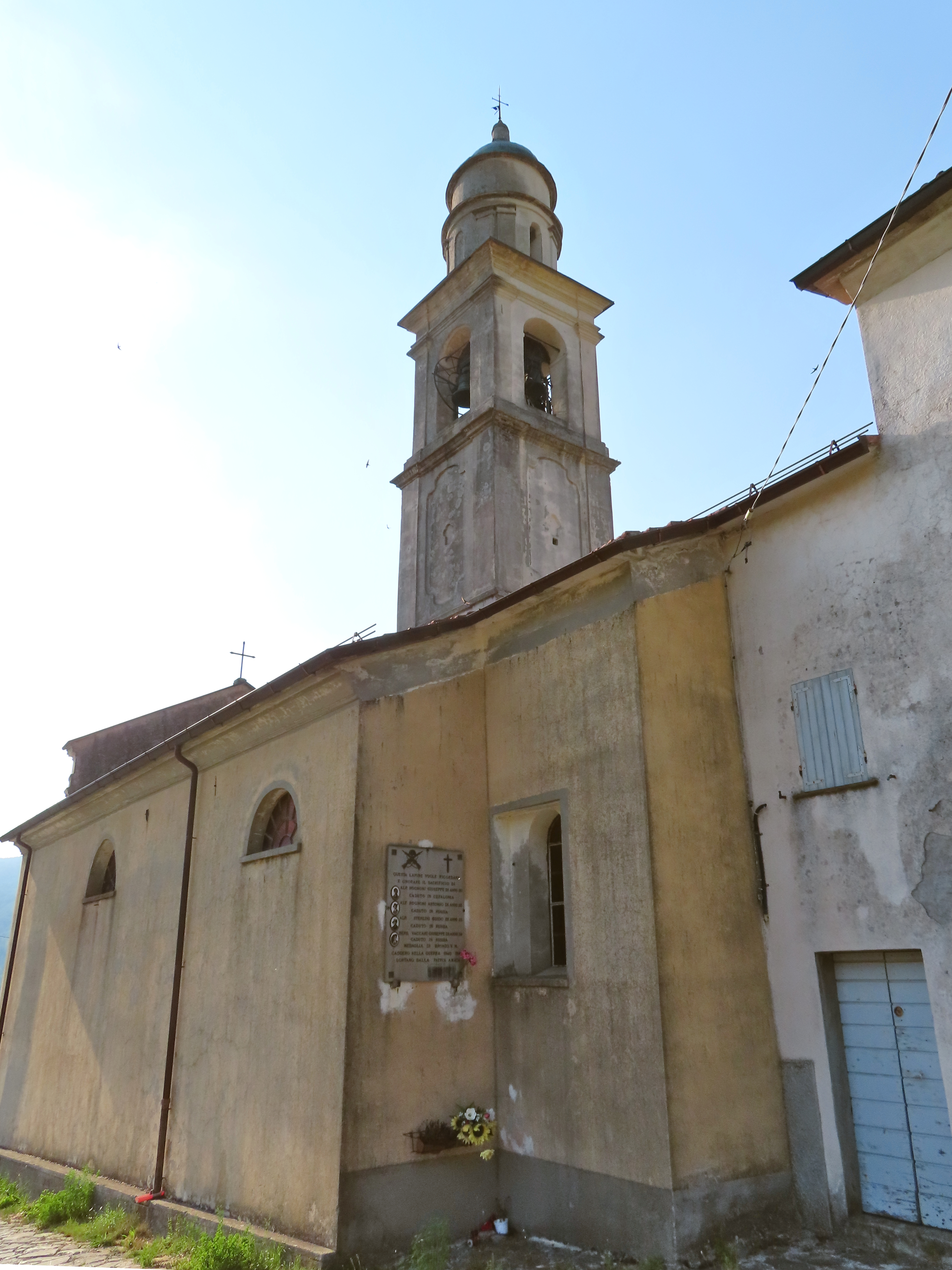
Lato sud

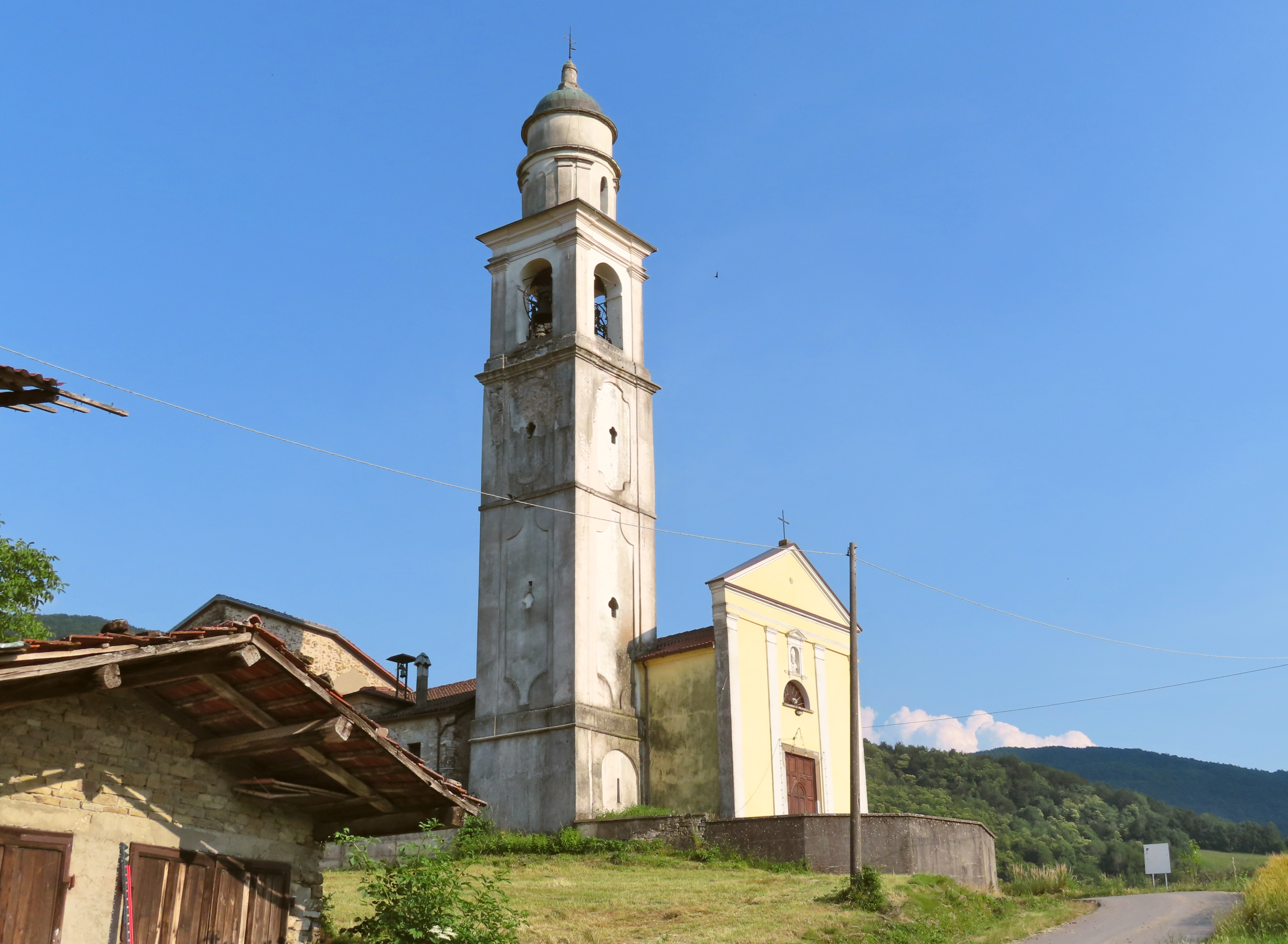
Facciata e lato nord

La chiesa si sviluppa su una pianta a navata unica affiancata da tre cappelle su ogni lato, con ingresso a ovest e presbiterio a est.
La simmetrica facciata a capanna, interamente intonacata, è scandita verticalmente in tre parti da quattro lesene coronate da capitelli dorici; nel mezzo è collocato l'ampio portale d'ingresso, delimitato da cornice in pietra; più in alto si apre un finestrone a lunetta, sormontato da una nicchia ad arco a tutto sesto, che, inquadrata da due lesene e un frontone triangolare, accoglie un busto raffigurante Sant'Ambrogio; in sommità si staglia il frontone triangolare di coronamento, al cui centro è posizionato un piccolo oculo.
Il fianco destro è illuminato da due finestre a lunetta. A metà del lato opposto si innalza il campanile intonacato, suddiviso da sottili fasce marcapiano in tre ordini decorati con specchiature cruciformi; la cella campanaria si affaccia sulle quattro fronti attraverso monofore ad arco a tutto sesto, delimitate da lesene. In sommità si eleva su due ordini la lanterna a pianta circolare; al livello inferiore si aprono quattro sottili finestre ad arco scandite da lesene binate doriche; a coronamento si trova una piccola cupola in rame.
All'interno la navata, coperta da una volta a botte lunettata suddivisa in tre campate e riccamente decorata con affreschi raffiguranti santi tra festoni, è affiancata dalle ampie arcate a tutto sesto delle cappelle laterali, chiuse superiormente da volte a botte; ai lati si eleva una serie di paraste con capitelli dorici, a sostegno del cornicione perimetrale in aggetto.
Il presbiterio, lievemente sopraelevato, è preceduto dall'ampio arco trionfale a tutto sesto, retto da due pilastri. L'ambiente, coperto da una volta a botte, ospita l'altare maggiore in marmo bianco, ornato frontalmente con quattro lesene in marmo rosa; sul fondo si aprono simmetricamente tre nicchie ad arco a tutto sesto, contenenti altrettante statue raffiguranti Sant'Ambrogio, la Madonna e San Giuseppe col Bambino.